# Geschichte Südkoreas
Gegenstand der Geschichte Südkoreas sind die politischen, gesellschaftlichen und ökonomischen Entwicklungen der Republik Korea, die 1948 südlich des 38. Breitengrads auf der Koreanischen Halbinsel ausgerufen wurde. Die Geschichte Südkoreas und die Geschichte Nordkoreas entsprechen in ihrer Gesamtheit der Geschichte Koreas seit Ende des Zweiten Weltkriegs.

## Ende japanischer Besatzung
Nach dem Ende des Zweiten Weltkriegs und Befreiung Koreas von japanischer Besatzung 1945 wurde es von den Siegermächten entlang des 38. Breitengrads in zwei Besatzungszonen aufgeteilt.
Bereits 1943 hatten die Alliierten Vereinigten Staaten, das Vereinigte Königreich und die Republik China auf der Kairo-Konferenz verkündet:

„[…] bewusst der Versklavung der koreanischen Bevölkerung, [sind wir] entschlossen, dass Korea zu gegebener Zeit frei und unabhängig werden soll.“

Die Sowjetunion stimmte dem 1945 zu. Auf der Konferenz von Jalta vom 4. bis 11. Februar 1945 wurde beschlossen Korea bei der Kapitulation Japans entlang des 38. Breitengrads zu teilen, um die Entwaffnung und den Abzug der japanischen Soldaten aus der Provinz Chōsen in ihrer jeweiligen Zone durchzuführen. Im befreiten Korea und auf dem Festland des besiegten Japan sollte eine gemeinschaftliche Treuhandschaft der USA, Chinas, Großbritanniens und der Sowjetunion eingerichtet werden, um die Zeit bis zum Aufbau Regierungs- und Verwaltungsorganen zu überbrücken, jedoch kam es nie dazu. Auf Protest der Koreaner und Drängen der USA für eine schnellstmögliche Übergabe der Befehlsgewalt an die einheimische Bevölkerung, fiel der Plan schnell auseinander.
Am 15. August 1945 wurde zwischen Endō Ryusaku vom Generalgouvernement und dem Unabhängigkeitsaktivisten Yeo Un-hyeong ein Abkommen ausgehandelt, das die Hoheit über die inneren Angelegenheiten an die koreanische Unabhängigkeitsbewegung übergibt und den Japanern dafür einen sicheren Abzug garantiert. Am selben Tag wurde eine provisorische Regierung ausgerufen, die Dezember 1945 von der amerikanischen Militärregierung für ungültig erklärt wurde.
Stattdessen wurden im nördlichen und südlichen Teil von der Sowjetunion respektive Amerikanern Militärregierungen errichtet, die die Verwaltung des Landes bis zu landesweiten Wahlen sicherstellen sollten. Eine sowjetisch-amerikanische Kommission traf sich 1946 in Pjöngjang und 1947 in Seoul, um die Vereinigung beider Landesteile voranzutreiben, doch im aufkommenden Kalten Krieg konnte man keine Einigung erreichen und die Gespräche wurden nicht fortgesetzt.

## Erste Republik (1948–1960)
1947 beschloss die UN-Generalversammlung, auf der gesamten Koreanischen Halbinsel Wahlen durchzuführen. Die Sowjets jedoch lehnten Wahlen in ihrem Sektor ab. Daher konnten die Wahlen im Mai 1948 nur im Süden abgehalten werden. Die linken, nationalistischen und demokratischen Parteien boykottierten die Wahl aus diesem Grund. Die aus dieser Wahl hervorgegangene erste Nationalversammlung beschloss im Juli die Verfassung, und drei Tage später wurde Rhee Syng-man, welcher schon Präsident der koreanischen Exilregierung während der japanischen Kolonialzeit war, zum Präsidenten gewählt. Es wurde die Konstitution der Exilregierung übernommen.
Aktives und passives Frauenwahlrecht wurden am 17. Juli 1948 eingeführt. Am 15. August 1948 kam es dann zur Staatsgründung der Republik Korea. Wie auch die einen Monat später in Pjöngjang gegründete Demokratische Volksrepublik Korea (Nordkorea) sah man sich als einzige rechtmäßige Regierung der gesamten Koreanischen Halbinsel. Beide kündigten darüber hinaus an, dass man sich auch dafür militärische Möglichkeiten erwägen würde, um die Kontrolle über den jeweils anderen Sektor zu gewinnen.
Bis Mitte 1949 waren die sowjetischen und amerikanischen Streitkräfte aus Korea abgezogen. Nordkorea konnte mit der Hilfe Russlands und Chinas seine Industrie schnell wieder aufbauen. Die Japaner hatten während der Besatzungszeit Industrie vor allem im rohstoffreicheren Norden angesiedelt und Landwirtschaft im Süden, was dazu führte, dass anfangs keine der beiden Zonen selbstversorgend war. Jedoch war Nordkorea letztlich besser in der Lage, eine schlagkräftige Armee aufzubauen. An der Grenze zwischen den beiden Staaten kam es immer öfter zu Gefechten.
In beiden Teilen wurde 1945 erstmals die allgemeine Schulpflicht eingeführt, entgegen der miserablen Bildungslage die das japanische Kolonialregime hinterließ. Zwischen 1945 und 1960 stieg die Alphabetisierungsrate im Süden von 22 % auf 72 %. Bis 1970 erhöhte sie sich weiter auf 87,6 %, und Ende der 1980er Jahre wurde sie auf etwa 93 % geschätzt. Laut den Volkszählungen der südkoreanischen Regierung stieg sie bis 1948 auf 58,7 %, bis 1953 auf 74,4 % und bis 1958 auf 95,9 %. In beiden Teilen wurde zunächst auch die Erwachsenenbildung von großer Bedeutung. Das nordkoreanische Regime erklärte bereits in den 50ern, dass sie vollständige Alphabetisierung erreicht haben und in den 70ern, dass die Rate bei 100 % liege.

### Koreakrieg

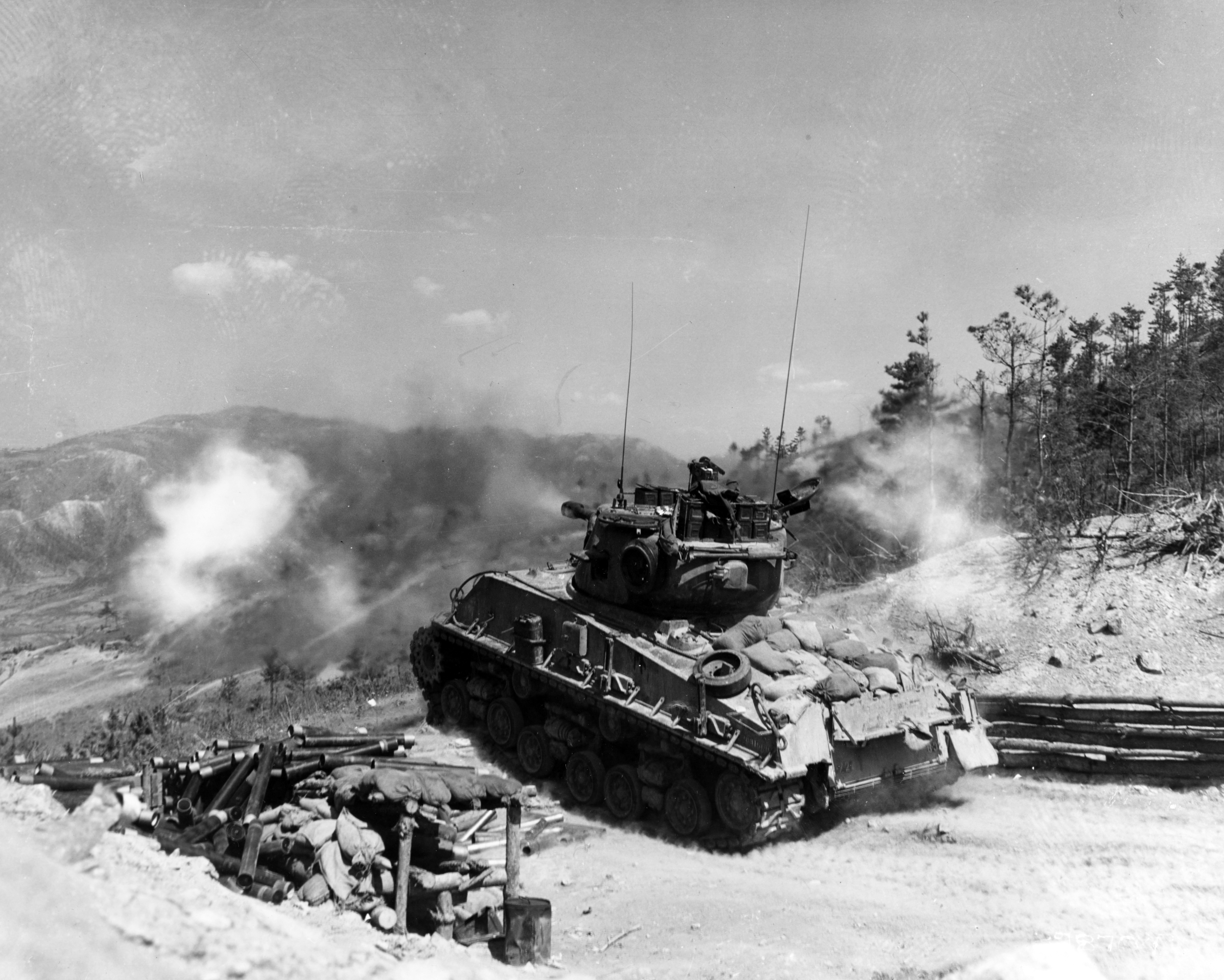
Ein Sherman-Panzer beschießt eine nordkoreanische Bunkerstellung (Mai 1952)

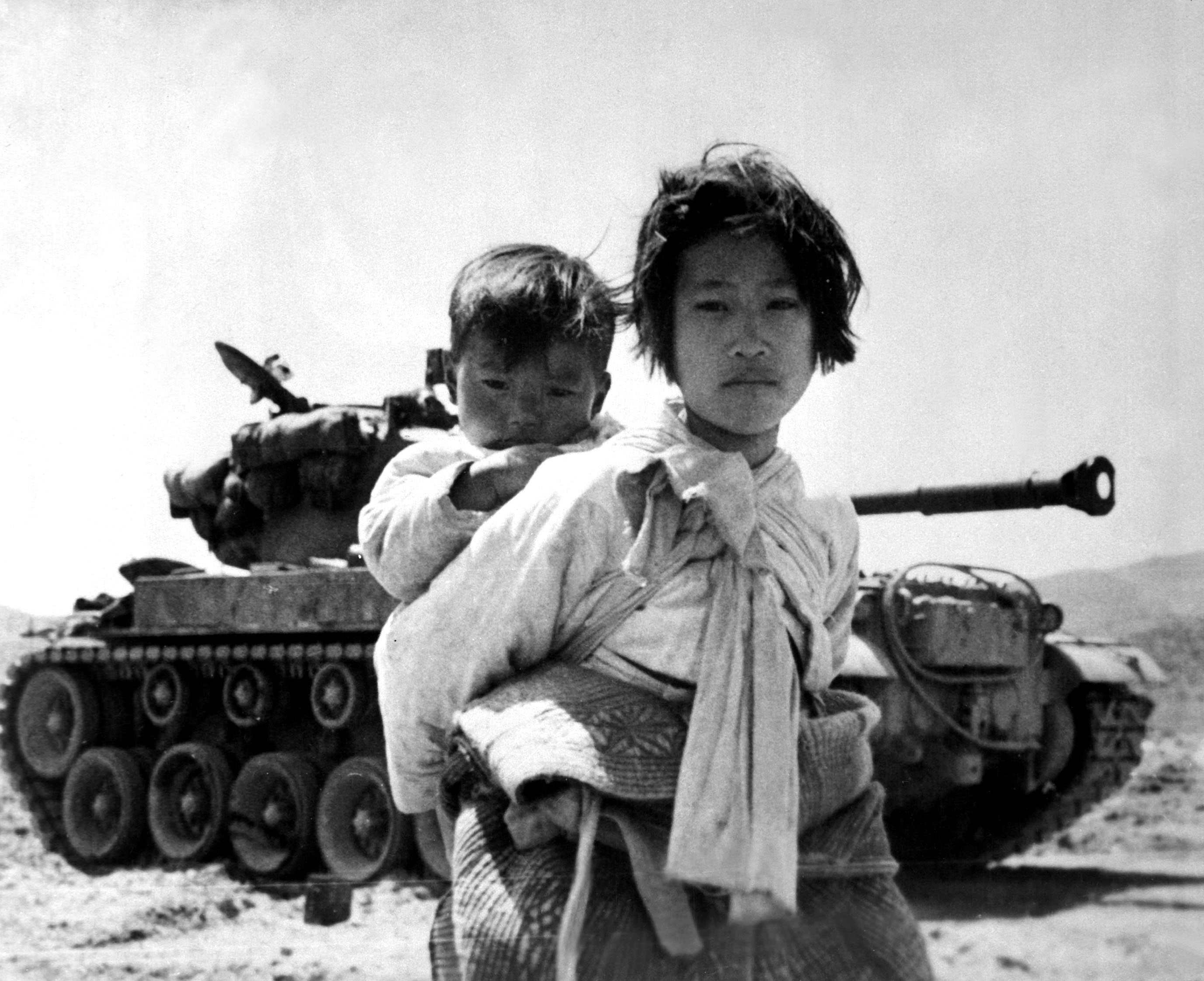
Ein koreanisches Mädchen trägt ihren Bruder an einem liegengebliebenen Panzer vorbei (Juni 1951)

Am 25. Juni 1950 überschritt die Nordkoreanische Volksarmee die Grenze am 38. Breitengrad und leitete damit den Koreakrieg ein. Der amerikanische Präsident Harry S. Truman hatte bereits wieder einige Truppen nach Südkorea geschickt, die jedoch keinesfalls ausreichten, um die materielle Überlegenheit der Nordkoreaner über die südkoreanische Armee auszugleichen. Die Hauptstadt Seoul fiel bereits nach drei Tagen, und rund einen Monat später kontrollierten die Nordkoreaner bereits die gesamte Koreanische Halbinsel bis auf einen schmalen Streifen im Süden um Busan. Erst hier gelang es den Südkoreanern, die Lage zu stabilisieren; die Situation blieb aber gefährlich.
Der UNO-Sicherheitsrat beschloss in der Resolution 85 in Abwesenheit der vetoberechtigten Sowjetunion, auf Seite Südkoreas einzugreifen. Mit der Landung bei Incheon im Rahmen der Operation Chromite Mitte September 1950 gelang es den UN-Truppen, die zu 90 % aus US-amerikanischen Truppen bestanden, die Erfolge der Nordkoreaner zu beenden. Am 30. September überschritten die Truppen Südkoreas den 38. Breitengrad, um Korea unter eigener Flagge wiederzuvereinigen. Im November erreichte man erste Abschnitte des Grenzflusses Yalu zu China. Dieses befürchtete, dass die Truppen die Grenze überschreiten könnten, wie der für die UN-Operation verantwortliche General Douglas MacArthur gefordert hatte, und griff daraufhin mit einer „Freiwilligenarmee“ in den Koreakrieg ein. Die UN-Truppen wurden bis über den 38. Breitengrad zurückgedrängt, wo sich die Situation festigte.
Ab 1951 begann man unter der Vermittlung der Sowjetunion mit Waffenstillstandsverhandlungen. Der Waffenstillstand wurde am 27. Juli 1953 beschlossen; unterzeichnet wurde er von der UN, Nordkorea und China. Der Präsident Südkoreas Rhee Syng-man weigerte sich, den Vertrag zu unterzeichnen. Vorgesehen wurde die Einrichtung einer vier Kilometer tiefen demilitarisierten Zone ungefähr am 38. Breitengrad sowie von Verhandlungsräumen in Panmunjeom. Die demilitarisierte Zone stellt auch heute noch die Grenze der beiden koreanischen Staaten dar. Ein Friedensvertrag wurde bis heute nicht unterzeichnet, obwohl mehrere Versuche dafür unternommen wurden.
Die Folgen des Koreakriegs waren dramatisch. Schätzungen über getötete Koreaner belaufen sich auf Zahlen zwischen einer und drei Millionen; weit mehr waren vertrieben worden. Die koreanische Infrastruktur lag in Schutt und Asche. Mindestens genauso schlimm waren die psychologischen Folgen. Die Angst vor einer erneuten Invasion beeinträchtigt bis heute die Politik in beiden Staaten, wenn auch zusehends weniger.

### Nach dem Koreakrieg
Nach dem Koreakrieg ging es trotz westlicher Entwicklungshilfe wirtschaftlich mit Südkorea kaum aufwärts. Als Land ohne größere Bodenschätze war Südkorea auf Importe angewiesen; auch waren die wenigen Industrieanlagen wie die gesamte Infrastruktur zerstört. Für die zunächst schleppende Entwicklung ist zu einem Großteil die Misswirtschaft des Präsidenten Rhee Syng-man verantwortlich. Dieser war 1948 noch von der Nationalversammlung zum Präsidenten gewählt worden; aber um seine Chancen zu verbessern, ließ er 1952 unter dem Kriegsrecht zahlreiche Oppositionspolitiker verhaften und eine Verfassungsänderung durchsetzen, durch die der Präsident direkt vom Volk gewählt wurde. Eine weitere Verfassungsänderung 1956 erlaubte ihm das Antreten zu beliebig vielen Amtszeiten. Bei den Präsidentschaftswahlen 1960 waren die Wahlfälschungen kaum noch zu übersehen. Die wirtschaftliche Entwicklung war enttäuschend, Korruption offen sichtbar und der Regierungsstil von Rhee wurde immer autokratischer. Es kam zu landesweiten Studenten-Demonstrationen gegen ihn, die immer mehr Unterstützung in der Bevölkerung fanden. Am 26. April 1960 trat Rhee schließlich zurück und ging ins Exil nach Hawaii, wo er fünf Jahre später starb.

## Zweite Republik (1960–1963)
Durch eine Verfassungsänderung wurde das präsidentielle Regierungssystem in ein parlamentarisches geändert. Daher lag die Macht auch eher bei Premierminister Chang Myon als bei Rhees Nachfolger Yun Bo-seon. Doch auch dieser Regierung gelang es nicht, die sich verschlechternde Wirtschaft in den Griff zu bekommen.

### Militärregierung (1961–1963)
Am 16. Mai 1961 putschte sich das Militär unter Leitung von General Park Chung-hee an die Macht. Das Parlament wurde aufgelöst und durch eine Militärregierung ersetzt, an deren Spitze Park stand.

## Dritte Republik (1963–1972)
Sowohl durch außenpolitischen Druck von der Kennedy-Regierung in den USA, als auch innenpolitischen Druck wurde im Oktober 1963 eine freie Wahl durchgeführt, bei der Park sich knapp gegen den zuvor abgesetzten Yun durchsetzen konnte, ebenso bei der Wahl im Jahr 1967. Eine Verfassungsänderung im Jahre 1969 erlaubte ihm, zu einer dritten Amtszeit zu kandidieren, und eine weitere Änderung 1971 setzte wesentliche demokratische Rechte außer Kraft. So durfte der Präsident nun unter anderem für beliebig viele, sechsjährige Amtszeiten kandidieren, ein Drittel der Mitglieder des Parlaments bestimmen und durch Verordnungen regieren.
So konnte sich Park bei der Wahl 1972 gegen den neuen, populären Führer der Opposition, den späteren Präsidenten Kim Dae-jung durchsetzen. Um der lauten Proteste Herr zu werden, wurde das Kriegsrecht verhängt, und ein Erlass verbot, den Präsidenten oder seine Politik zu kritisieren. Die Bildung und Medien wurden zusehends von der Politik beeinflusst und sogar zensiert.

## Vierte Republik (1972–1979)
Die Vierte Republik begann mit der Verkündung der Yushin-Verfassung, die Park Kontrolle über das Parlament verschaffte.
In dieser Zeit machte Südkorea wesentliche wirtschaftliche Fortschritte. Mehrere Fünfjahrespläne und eine enge Verbindung zwischen Politik und Wirtschaft ermöglichte den rasanten Aufbau von Großindustrien. 1969 überholte Südkorea Nordkorea wirtschaftlich; das Bruttonationaleinkommen stieg von knapp 60 USD 1955 auf 1.000 USD 1977, und 1995 auf 10.500 USD.  Aus dieser Zeit stammen die sogenannten Jaebeol-Konzerne, Mischkonzerne, die in fast allen Bereichen tätig sind. Südkorea veränderte sich in dieser Zeit vom Agrarstaat zu einem modernen, exportorientierten Industriestaat. Dadurch verbesserte sich auch der Lebensstandard der Koreaner. Die Bildung wurde verbessert und breiteren Bevölkerungsschichten zugänglich gemacht, die Saemaeul Undong (Neues Dorf Kampagne) verbesserte auch die Situation der Landbevölkerung.
Eine Bewertung der Ära Parks ist schwierig. Obwohl die Bürgerrechte in dieser Zeit dramatisch beschnitten wurden, gilt Park gemeinhin als Architekt des koreanischen Aufschwungs. Internationale Beziehungen wurden verbessert, auch die Normalisierung der Beziehungen zum ehemaligen Kolonialherren Japan fällt in diese Zeit. Hierfür erntete er auch viel Kritik, neuerdings auch, weil er in einer im Jahr 2005 veröffentlichten Liste mit rund 3000 Kollaborateuren aus jener Zeit aufgeführt wird. Zweimal versuchten nordkoreanische Agenten, ihn 1968 und 1975 zu ermorden; dem zweiten Attentat fiel seine Frau zum Opfer. Das Ende Parks kam unerwartet am 26. Oktober 1979, als Park während eines seiner berüchtigten Trinkgelage von seinem eigenen Geheimdienstchef Kim Chae-kyu erschossen wurde.

## Fünfte Republik (1979–1987)
Der Premierminister Choi Kyu-ha wurde zunächst Interimspräsident und ging aus der Wahl durch ein Wahlgremium am 6. Dezember 1979 als Sieger hervor. Doch schon am 12. Dezember putschte das Militär wieder gegen die Regierung, diesmal unter Leitung von General Chun Doo-hwan. Große Unsicherheit bestimmte das Jahr 1980. Menschen aus allen Bereichen forderten echte Demokratie, Demonstrationen erfassten das ganze Land. Das Militär fürchtete aufgrund der unruhigen Lage eine Invasion des Nordens und griff deshalb besonders hart durch. In einer der Protesthochburgen, in Gwangju wurde im Mai 1980 ein Exempel statuiert und der Aufstand brutal niedergeschlagen. Je nach Quelle wurden bei diesem Gwangju-Aufstand zwischen 154 und 2300 Zivilisten getötet und eine unbekannte Anzahl verletzt.
In den Folgejahren beruhigte sich die Lage allmählich wieder. Seit 1981 stand fest, dass die Olympischen Sommerspiele 1988 in Südkorea stattfinden würden. 1981 wurde das Kriegsrecht zurückgenommen, und ein Jahr später wurde auch die Ausgangssperre von 0 bis 4 Uhr, die seit 1961 in Kraft war, aufgehoben. Die Zensur wurde gelockert, aber nicht vollständig abgeschafft. Die wirtschaftliche Entwicklung nahm erneut an Fahrt auf und die Lebensqualität der Koreaner stieg deutlich. Das Land konnte es sich inzwischen leisten, verstärkt Kulturstätten zu renovieren und wiederaufzubauen. Trotzdem wurden die Forderungen nach Demokratie immer lauter. Es kam oft zu Studentendemonstrationen und Streiks, die teilweise unterdrückt wurden. Chun verfolgte das Ziel, den ersten friedlichen Machtwechsel seit der Gründung Südkoreas durchzuführen, indem er sein Versprechen einlöste und verfassungsgemäß mit dem Ende seiner Amtszeit 1988 zurücktreten wollte. Die autokratische Weise, mit der er seine Nachfolge regelte, führte nach bereits seit Jahren schwelendem Unmut in der Bevölkerung zu offenem Protest. Eine Koalition von Studenten, Arbeitern und Kirchen organisierte Demonstrationen, die im Juni-Kampf 1987 gipfelten. Chun stand vor der Wahl, diesen zweiten großen Volksaufstand seiner Amtszeit entweder brutal niederzuschlagen, oder den Forderungen der Demonstranten nachzugeben.

## Sechste Republik (1987 – heute)

### Roh Tae-woo
Chuns designierter Nachfolger, der Ex-General Roh Tae-woo, bot im Juni 1987 überraschend an, die Verfassung zugunsten echter demokratischer Reformen zu ändern. So sollte der Präsident zum ersten Mal seit 1961 wieder direkt durch die Bevölkerung gewählt werden, die Amtszeit wurde auf 5 Jahre verkürzt. Meinungs- und Pressefreiheit sowie das Recht auf körperliche Unversehrtheit sollten festgeschrieben werden; Gewerkschaften zugelassen werden. Nach der Verfassungsänderung im Oktober wurde die Präsidentenwahl im Dezember 1987 durchgeführt. Die beiden Oppositionsführer Kim Young-sam und Kim Dae-jung hatten sich im Vorfeld allerdings nicht auf einen Kandidaten einigen können und kandidierten stattdessen gegeneinander. Wegen der so gespaltenen Opposition reichten für Roh weniger als 37 % der Stimmen, um die Wahl zu gewinnen. Er wurde am 25. Februar 1988 vereidigt. 1988 war Südkorea dann wie zuvor geplant Gastgeber der Olympischen Sommerspiele, wodurch der soeben erst wieder befriedete „Tigerstaat“ erstmals auf der Bildfläche vieler Europäer und Amerikaner auftauchte. Auch die Ostblockstaaten nahmen wieder an den Spielen teil, womit die Boykottpolitik der vergangenen Jahrzehnte zu Ende ging.
Während der Amtszeit Rohs machte die Demokratie in Korea deutliche Fortschritte, viele Reformen wurden beschlossen, insbesondere Sozialreformen. Ab 1987 erlaubte man touristische Auslandsreisen von Personen über 44 Jahre, volle touristische Reisefreiheit für Südkoreaner gibt es seit den Olympischen Spielen in Seoul 1988. Zum ersten Mal in der Geschichte ging die Partei des Präsidenten bei der Wahl des Parlaments nicht als stärkste Macht hervor, nach der Vereinigung der Parteien von Kim Young-sam und Kim Jong-pil im Jahr 1990 war sie sogar nur drittstärkste Kraft.
Während der frühen 90er Jahre geschah auch vieles auf internationaler Ebene. Südkorea eröffnete mit (ehemaligen) Ostblockstaaten diplomatische Beziehungen, unter anderem mit der Sowjetunion (1990) und der Volksrepublik China (1992). 1991, 38 Jahre nach dem Ende des Koreakriegs, kam es zur Unterzeichnung eines Nichtangriffspakts zwischen Nord- und Südkorea, beide Länder traten den Vereinten Nationen bei.

### Kim Young-sam
Durch eine Vereinigung seiner Partei mit der von Roh Tae-woo zu einer konservativen Partei konnte sich Kim Young-sam bei der Wahl im Jahr 1992 gegen Kim Dae-jung durchsetzen. Kim Young-sam war der erste Präsident seit Park Chung-hee, der keinen militärischen Hintergrund hatte und sogar von den Militärdiktaturen unterdrückt worden war. Ein Schwerpunkt seiner Politik war der Kampf gegen Korruption sowie die Aufklärung öffentlichen Fehlverhaltens. Unter anderem wurden 1996 sogar die ehemaligen Präsidenten Chun Doo-hwan und Roh Tae-woo wegen des Staatsstreichs 1979 und des Gwangju-Massakers 1980 verurteilt, Chun sogar zum Tode. Beide wurden aber später begnadigt.
Im November 1997 wurde Südkorea von der Asienkrise erfasst. Nachdem das Land wirtschaftlich lange im zweistelligen Bereich gewachsen war, schrumpfte das Bruttoinlandsprodukt 1998 um 6,7 %. Der Won verlor so stark an Wert, dass sich Fremdwährungskredite von Banken, Unternehmen und Staat innerhalb weniger Wochen um ungefähr 60 % verteuerten. Mit Hilfe eines Kredites des IWFs in Höhe von rund 21 Milliarden US-Dollar konnte die Krise jedoch gemeistert werden. Schon 1999 wuchs das BIP wieder um über 10 %, ein Teil der Schulden konnte sogar vor Fälligkeit der Kredite zurückgezahlt werden.

### Kim Dae-jung
Bei der Wahl am 18. Dezember 1997 konnte Kim Dae-jung das Präsidentenamt gewinnen. Kim Dae-jung hatte schon bei den Präsidentschaftswahlen 1954 gegen Rhee Syng-man und 1971 nur knapp gegen Park Chung-hee verloren, worauf für den Politiker eine lange Periode des Exils, Hausarrests und einem später in eine Haftstrafe umgewandelten Todesurteil gefolgt war. Danach hatte Kim Dae-jung für die Wahlen 1987 und 1992 erfolglos kandidiert.
Der Schwerpunkt seiner Politik lag in der Aussöhnung mit Nordkorea, die sogenannte Sonnenscheinpolitik. Zwei während des Koreakriegs unterbrochene Eisenbahnstrecken wurden wiederaufgebaut, sind aber bis heute nicht wiedereröffnet worden. Andere Projekte, wie etwa die Industrieregion Kaesŏng, einem direkt hinter der Grenze gelegenen Industriegebiet, wo südkoreanische Firmen mit nordkoreanischen Arbeitskräften produzieren, waren erfolgreicher. Der Höhepunkt war ein Treffen Kim Dae-jungs mit dem nordkoreanischen Führer Kim Jong-il in Pjöngjang im Juni 2000. Für diese Politik wurde Kim Dae-jung im selben Jahr mit dem Friedensnobelpreis ausgezeichnet.
Im Jahr 2002 richtete Südkorea zusammen mit Japan die 17. Fußball-Weltmeisterschaft aus. Es war das erste Mal, dass zwei Länder gemeinsam Gastgeber dieses Sportevents wurden, was angesichts der gespannten Beziehungen zu Japan umso bedeutsamer wurde. Der Erfolg der südkoreanischen Fußballnationalmannschaft war eine der großen Überraschungen dieses Turniers. Südkorea hatte in den fünf Weltmeisterschaften, in denen man sich zuvor qualifiziert hatte, kein einziges Spiel für sich entscheiden können. 2002 besiegte es jedoch Polen und Portugal und spielte ein Unentschieden gegen die USA in der Vorrunde. Die Südkoreaner besiegten Italien in einem dramatischen Spiel im Achtelfinale, Spanien im Viertelfinale und wurden erst durch Deutschland im Halbfinale gestoppt. Im Spiel um den Dritten Platz verlor man gegen die Türkei mit 2:3 und wurde damit Vierter.

### Roh Moo-hyun
Aus der Präsidentschaftswahl am 19. Dezember 2002 ging Roh Moo-hyun aus derselben Partei wie Kim Dae-jung als Sieger hervor. Er versuchte, die Politik seines Vorgängers und politischen Vorbildes, Kim Dae-jung, gegenüber Nordkorea fortzuführen. Dies wurde jedoch durch die Eskalation des Konflikts zwischen Nordkorea und den Vereinigten Staaten, die nach der Wahl George W. Bushs zum US-Präsidenten folgte, erschwert. Nordkorea verkündete Anfang 2003, dass es den Bau von Atomwaffen anstreben würde. Trotzdem versuchte Roh, die innerkoreanischen Beziehungen zu normalisieren. Er setzte sich für mehr Transparenz bei Firmen ein und setzte Reformen im Bildungs- und Steuerbereich fort. Viel Kritik erntete er für seine Entscheidung, koreanische Soldaten in den Irak zu schicken, insbesondere, nachdem ein Koreaner im Irak von einer Terrorgruppe entführt und geköpft wurde.
Am 12. März 2004 wurde er wegen Verletzung der Neutralitätspflicht vom Parlament des Amtes enthoben, am 14. Mai urteilte jedoch das Verfassungsgericht, dass die Anschuldigungen dafür nicht ausreichen würden. Seine Bemühungen, die Hauptstadt Südkoreas in eine neue Planhauptstadt in Chungcheongnam-do zu verlegen, waren zunächst von keinem Erfolg gekrönt. Das Verfassungsgericht beschied, dass die Verlegung der Hauptstadt eine wichtige nationale Entscheidung sei, die nicht ohne eine Befragung der Bevölkerung beschlossen werden könne. Nun soll eine geringere Version umgesetzt werden, die die Hauptstadt offiziell in Seoul belässt, aber zwölf Ministerien sowie zahlreiche Organisationen in die noch nicht gebaute Planstadt Sejong verlegen soll. Auch dies ist verfassungsrechtlich noch umstritten.

### Lee Myung-bak
Lee Myung-bak, gewählt im Dezember 2007, sprach sich für eine stärkere Marktorientierung in der Wirtschaft und eine kompromisslosere Linie gegenüber Nordkorea aus. Gegen Ende seiner Amtszeit, im Frühjahr 2013, erreichten die Beziehungen beider Länder durch die Nordkorea-Krise 2013 einen erneuten Tiefpunkt.

### Park Geun-hye
Park Geun-hye, gewählt im Dezember 2012, war die Tochter des früheren Militärdiktators Park Chung-hee. Sie warb zunächst für soziale Reformen und vorsichtig für eine Annäherung an Nordkorea. Nordkoreanische Kernwaffentests und weitere Zwischenfälle vereitelten diese Politik jedoch und führten zu einer weiter ansteigenden Spannung zwischen den Ländern. Außenpolitisch erzielte sie verschiedene Erfolge mit anderen Ländern, etwa auch eine Verbesserung der Beziehungen zu China und Japan. Ihre Verwicklung in einen Korruptionsskandal überschattete ab Oktober 2016 ihre restliche, deswegen verkürzte, Amtszeit, sie trat nach großen Demonstrationen 2017 zurück und wurde rechtskräftig zu langen Haftstrafen verurteilt.

### Moon Jae-in
Moon Jae-in, gewählt im Mai 2017, wurde bekannt durch eine Verständigungspolitik mit Nordkorea. Er organisierte im Umfeld eines ersten Gesprächs zwischen Kim Jong-un und Donald Trump mehrere Innerkoreanischen Gipfeltreffen mit Nordkorea.

### Yoon Suk-yeol
Yoon Suk-yeol, gewählt im März 2022, rief am 3. Dezember 2024 einen Ausnahmezustand aus. Er warf der Opposition vor, ihre Mehrheit in der Nationalversammlung wiederholt dazu zu nutzen, Mitglieder seines Kabinetts anzuklagen und die Verabschiedung der Haushaltspläne seiner Regierung zu blockieren. Dies habe „die Regierung gelähmt“. „Die Nationalversammlung, die das Fundament der freien Demokratie hätte sein sollen“, sei laut Suk-yeol „zu einem Monster geworden, das sie zerstört“. Die Verhängung des Ausnahmezustands sei notwendig, um die liberale demokratische Ordnung Südkoreas vor „pronordkoreanischen staatsfeindlichen Kräften“ zu schützen. Das letzte Mal, dass das Kriegsrecht in Südkorea verhängt wurde, war zum Ende der Militärdiktatur Ende der 1980er Jahre.